# William M. Evarts
William Maxwell Evarts, född den 6 februari 1818 i Boston, Massachusetts, död den 28 februari 1901 i New York, var en amerikansk republikansk politiker.
Han var anhängare av whigpartiet innan han blev republikan. 1860 ledde han delegationen från delstaten New York till republikanernas partimöte.
Han var USA:s justitieminister 1868–1869. Som USA:s utrikesminister tjänstgjorde han 1877–1881 under president Rutherford B. Hayes. Evarts var ledamot av USA:s senat 1885–1891.